# Herbert Brown
Herbert Charles Brown (Londra, 22 maggio 1912 – Lafayette, 19 dicembre 2004) è stato un chimico britannico naturalizzato statunitense vincitore del Premio Nobel per la chimica nel 1979 per i suoi lavori con gli organoborani, composti organici in cui è presente un legame carbonio-boro.

## Biografia
Brown, il cui vero nome era Herbert Brovarnik, nacque a Londra da genitori ebrei ucraini. La famiglia si trasferì negli Stati Uniti nel giugno del 1914, quando lui aveva due anni.
Nell'autunno del 1935, entrò all'Università di Chicago, completò due anni di studi in tre quadrimestri, e si guadagnò un dottorato in scienze nel 1936. Lo stesso anno divenne cittadino naturalizzato statunitense. Il 6 febbraio 1937 sposò Sarah Baylen, la persona che ha sempre accreditato come colei che lo ha fatto interessare agli ibridi del boro, un argomento collegato al lavoro grazie al quale lui e Georg Wittig vinsero il Premio Nobel per la chimica nel 1979. Due anni dopo aver iniziato gli studi, nel 1938 si laureò, sempre all'Università di Chicago. Non trovando lavoro nell'industria, accettò un posto come post-dottorato. Questo fu l'inizio della sua carriera accademica. Divenne docente in quell'università nel 1939, e mantenne l'incarico per quattro anni prima di spostarsi all'Università Wayne di Detroit ove, nel 1946, fu promosso professore associato. Divenne professore di chimica inorganica all'Università Purdue nel 1947 e nel 1949 si unì all'Alpha Chi Sigma, una confraternita professionale specializzata nel campo della chimica.
Mantenne il posto di professore emerito dal 1978 fino alla morte, nel 2004. Nel campus dell'Università Purdue, Il Laboratorio di chimica Herbert C. Brown fu nominato in suo onore.

## La ricerca
Durante la seconda guerra mondiale, mentre lavorava con Hermann Irving Schlesinger, Brown scoprì un metodo per produrre boroidruro di sodio (NaBH4), che può essere usato per produrre borani, composti formati da boro e idrogeno. La sua base di lavoro furono gli elementi chimici i cui simboli erano le iniziali del suo nome, idrogeno (H), carbonio (C) e boro (B).
Brown attribuì a sua moglie Sara il merito di averlo supportato e avergli permesso di concentrarsi su queste scoperte amministrando le finanze, mantenendo la casa ed il giardino ed altro. Come lui stesso ebbe occasione di dire, dopo aver ricevuto il premio Nobel a Stoccolma, lui portò la medaglia e lei il premio di 100.000 dollari. Ha ricevuto numerosi altri riconoscimenti tra i quali la Medaglia Linus Pauling nel 1968, la National Medal of Science nel 1969, la Medaglia Elliot Cresson nel 1978, la Medaglia Priestley nel 1981 e la Medaglia Perkin nel 1982.
Morì il 19 dicembre 2004, in un ospedale di Lafayette (Indiana), nell'Indiana, dopo un attacco di cuore.